# Oriol Lozano Farrán
Oriol Lozano Farrán (nascut el 23 de maig de 1981), conegut simplement com a Oriol, és un exfutbolista català que jugava habitualment com a defensa central.
Durant una carrera professional de 17 anys, va jugar principalment al Racing de Santander, representant el club en els tres categories i va participar en 156 partits competitius en sis temporades de la primera divisió.

## Carrera de club
Nascut al Sudanell, Lleida, Catalunya, Oriol va jugar va passar els seus primers anys de carrera amb la UE Lleida, el CD Onda (a quarta divisió, cedit pel Vila-real CF que va actuar com a club matriu de l'Onda) i el CE L'Hospitalet. La temporada 2004-05 va ascendir des de el filial del Racing de Santander, debutant a la Lliga el 19 de setembre de 2004 en un empat a casa per 1-1 contra el Vila-real.
L'Oriol es va convertir en un element defensiu relativament important per als càntabres en les quatre temporades següents, jugant un total de 75 jornades i titular 65. El 17 de març de 2007 va marcar un dels tres únics gols oficials del club, en la victòria fora de casa per 2-0 davant el València CF.
Oriol va participar en 19 partits la campanya 2009-10, en la qual el Racing va tornar a evitar el descens per poc després d'acabar 16è: va ser expulsat dues vegades, una d'elles a l'últim minut en una derrota per 1-0 contra l'Sporting de Gijón. El juny de 2010, el jugador de 29 anys no va veure renovat el seu contracte i va signar amb l'Aris Thessaloniki FC de la Super League Grècia.
Abans de retirar-se l'any 2015 als 34 anys, Oriol va representar el Reial Múrcia, FC Zestafoni (Erovnuli Liga) i el Racing de nou. El setembre de 2019 es va incorporar al Bengaluru FC de la Super League de l'Índia, com a assistent d'entrenador sota el seu compatriota Carles Cuadrat. El gener següent, va ser substituït per l'entrenador de porters Javier Pinillos.